# Antonio Munoz
Antonio Munoz (ur. 18 lutego 1964 w Chicago) – amerykański polityk Partii Demokratycznej, od 1999 do 2022 członek Senatu stanu Illinois.